# 라디오 챔피언
《라디오 챔피언》은 대한민국의 방송국 한국방송공사의 라디오 채널 KBS 해피FM에서 월요일 ~ 토요일 저녁 6시 10분부터 밤 8시, 일요일 저녁 6시 5분부터 밤 8시까지 방송했던 퇴근길 라디오 예능 프로그램이다.
2005년 5월 2일에 첫방송되어 2007년 4월 15일 자로 2년 만에 종영되었다.

## 역대 진행자
| 방송 채널  | 방송 기간                         | 진행자         |
| ---------- | --------------------------------- | -------------- |
| KBS 해피FM | 2005년 5월 2일 ~ 2006년 4월 23일  | 홍수환, 이승연 |
| KBS 해피FM | 2006년 4월 24일 ~ 2007년 4월 15일 | 최백호, 김민희 |

## 월요일 ~ 토요일 저녁 6시 10분, 일요일 저녁 6시 5분 오프닝 멘트
- 성우 김영진 : 홍수환, 이승연의 라디오 챔피언
- 홍수환 : 안녕하세요!! 홍수환입니다.
- 이승연 아나운서 : 안녕하세요!! 이승연입니다.

## 월요일 ~ 금요일 저녁 7시 15분, 토요일 ~ 일요일 저녁 7시 10분 오프닝 멘트
- 이승연 아나운서 : 당신이 바로 챔피언입니다.
- 로고송 : 홍수환, 이승연의 라디오 챔~피~언~!

## 클로징 멘트
- 이승연 : 여러분, 내일도 당신이 바로~
- 홍수환 : 챔피언입니다.

| KBS 제2라디오 해피FM         |                          |                            |
| 이전                         | 라디오 챔피언            | 다음                       |
| 증권 정보                    | 라디오 챔피언            | KBS 제2라디오 저녁종합뉴스 |
| 저녁 6시 5분 ~ 저녁 6시 10분 | 저녁 6시 10분 ~ 저녁 7시 | 저녁 7시 ~ 저녁 7시 15분   |
|                              | 일부 지역 자체 방송      |                            |

| KBS 제2라디오 해피FM       |                          |                         |
| 이전                       | 라디오 챔피언            | 다음                    |
| KBS 제2라디오 저녁종합뉴스 | 라디오 챔피언            | KBS 제2라디오 정시 뉴스 |
| 저녁 7시 ~ 저녁 7시 15분   | 저녁 7시 15분 ~ 저녁 8시 | 저녁 8시 ~ 저녁 8시 5분 |
|                            | 일부 지역 자체 방송      |                         |

| KBS대구 제2라디오 해피FM     |                          |                            |
| 이전                         | 라디오 챔피언            | 다음                       |
| 증권 정보                    | 라디오 챔피언            | KBS 제2라디오 저녁종합뉴스 |
| 저녁 6시 5분 ~ 저녁 6시 10분 | 저녁 6시 10분 ~ 저녁 7시 | 저녁 7시 ~ 저녁 7시 15분   |
|                              | 일부 지역 자체 방송      |                            |

| KBS대구 제2라디오 해피FM   |                          |                         |
| 이전                       | 라디오 챔피언            | 다음                    |
| KBS 제2라디오 저녁종합뉴스 | 라디오 챔피언            | KBS 제2라디오 정시 뉴스 |
| 저녁 7시 ~ 저녁 7시 15분   | 저녁 7시 15분 ~ 저녁 8시 | 저녁 8시 ~ 저녁 8시 5분 |
|                            | 일부 지역 자체 방송      |                         |